# Gedeon Richter
 (septembre 2011).
Si vous disposez d'ouvrages ou d'articles de référence ou si vous connaissez des sites web de qualité traitant du thème abordé ici, merci de compléter l'article en donnant les références utiles à sa vérifiabilité et en les liant à la section « Notes et références ».
Pour les articles homonymes, voir Richter.
Gedeon Richter (23 septembre 1872 à Ecséd en Hongrie - 30 décembre 1944 à Budapest en Hongrie) est un chimiste hongrois. Il est connu pour ses travaux pharmaceutiques.

## Biographie
Ayant été apprenti d'apothicaire à Gyöngyös en 1890, il part à l'université de Budapest faire des études en chimie. Diplômé en 1895, il quitte la Hongrie en 1897 pour travailler dans différentes usines pharmaceutiques à l'étranger.
En 1901, revenu en Hongrie, il achète une pharmacie et commence à fabriquer des médicaments en créant Richter Gedeon Nyrt. Il dépose son plus fameux brevet : celui du médicament organotropique. En 1907, il fait construire sa première usine de médicaments à Budapest. Les premiers succès de son usine sont le Kalmopyrin (1912) et l'Hyperbol. Ce dernier est très important pour la désinfection pendant la Première Guerre mondiale.
Après la guerre, il dépose 24 brevets de médicament, son usine a 10 filiales et ses produits sont connus dans  34 pays.
En 1944, il est tué par les Nazis hongrois.